# Sergio Burzi
Sergio Burzi (Bologna, ottobre 1901 – Bologna, 1954) è stato un pittore e illustratore italiano.
Fu versatile disegnatore specializzato in illustrazioni di riviste e di libri per ragazzi, ma anche creativo acquarellista di paesaggi e soggetti marinareschi. Ha prodotto lavori in varie tecniche, trattando l'acquarello, la penna, la matita, il carboncino, la tempera e l'acquatinta. Nell'olio ha dato poche creazioni con piccoli paesaggi animati da figure, pennelleggiati pastosi e di vivida colorazione in contrasto con l'acquarello e la tempera resi, quasi sempre, con toni morbidi e pacati.
Afflitto da grave malattia mentale, a 27 anni venne ricoverato in sanatorio, dove continuò  a disegnare l'ambiente che lo circondava, rappresentando teste, figure ed espressioni delle persone intorno a lui. Dimesso nel 1934, riprese a lavorare nel suo studio bolognese, spostando i suoi interessi a scene di vita cittadina, specialmente i mercati settimanali della "Piazzola" di Bologna, che intravedeva dalla finestra.
La malattia continuò comunque ad accompagnarlo negli ulteriori anni, minandolo non solo nel corpo, ma anche nella sua vita artistica.

## Attività
Burzi, nelle sue molteplici attività artistiche, produsse incisioni e acqueforti, lastre a puntasecca ove trattava tipi caratteristici di suonatori ambulanti e accattoni. Nel disegno e acquerello, venne a illustrare opere di Alexandre Dumas, lo Zadig di Voltaire (con 75 illustrazioni a penna e sfumino), Bertoldo e Bertoldino, Le avventure del Barone di Münchhausen e molte altre. Dipinse successivamente figurazioni della Passione di Gesù e personaggi tra il reale e l'irreale, spesso ispirati a possibili sue allucinazioni visive e che ricordano immagini di Goya e Callot. Nel 1950 e 1952 gli vennero allestite due personali al Circolo Artistico di Bologna. Nel campo giornalistico, le sue illustrazioni vennero pubblicate in Novella, Corriere dei Piccoli, Corrierino Settimanale, Il Balilla e L'Illustrazione Italiana, e quelle di carattere politico in La Sberla e in Battaglia nel triennio 1919-1921.

## Citazione critica
Il critico d'arte Armando Pelliccioni scrive così di Sergio Burzi:
(A. Pelliccioni, Gennaio 1935)

## Galleria d'immagini

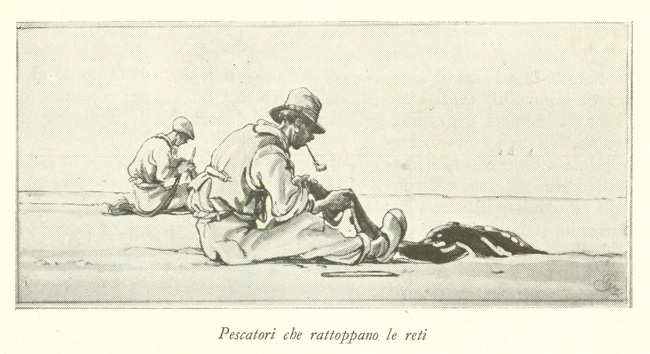
Pescatori che rattoppano le reti
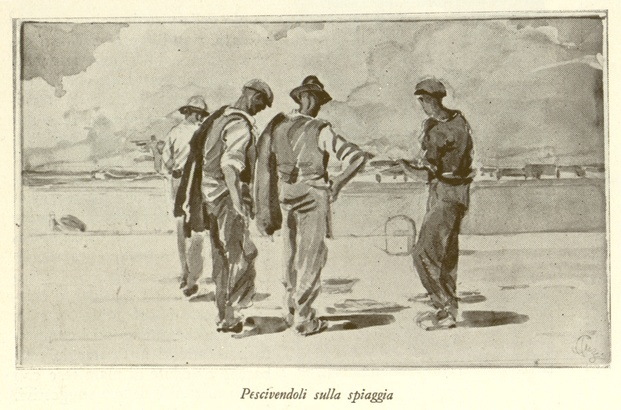
Pescivendoli sulla spiaggia
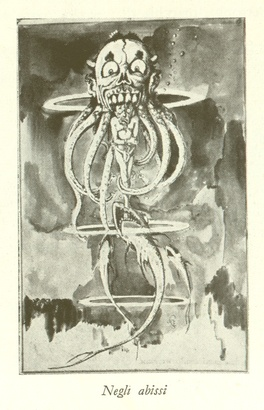
Negli abissi